# Paulo Alves Romão
Dom Paulo Alves Romão (Barra do Jacaré, 6 de abril de 1964) é um bispo católico brasileiro. É Bispo de Paranaguá.

## Biografia
Paulo Alves Romão foi ordenado sacerdote pela Arquidiocese de São Sebastião do Rio de Janeiro em 28 de junho de 1997. O Papa Francisco nomeou-o bispo auxiliar de São Sebastião do Rio de Janeiro e bispo titular de Calama em 7 de dezembro de 2016.  O Cardeal-Arcebispo de São Sebastião do Rio de Janeiro, Orani João Tempesta, O.Cist., ordenou-o e a Joel Portella Amado como bispos em 28 de janeiro do ano seguinte, na Catedral Metropolitana do Rio de Janeiro. Os co-consagradores foram o Bispo Auxiliar Emérito Assis Lopes e o Arcebispo de Taranto, Filippo Santoro.
Dom Paulo Alves Romão foi o Principal co-consagrador do Bispo Célio da Silveira Calixto Filho (2020).